# Al Holbert
Alvah Robert „Al” Holbert (ur. 11 listopada 1946 roku w Abington, zm. 30 września 1988 w Columbus) – amerykański kierowca wyścigowy.

## Kariera
Holbert rozpoczął karierę w międzynarodowych wyścigach samochodowych w 1974 roku od startów w Amerykańskiej Formule Super Vee. Z dorobkiem trzech punktów uplasował się na 36 pozycji w klasyfikacji generalnej. W późniejszych latach Amerykanin pojawiał się także w stawce NASCAR Winston Cup, IMSA Camel GT Championship, 24-godzinnego wyścigu Le Mans, International Race Of Champions, SCCA Citicorp Can-Am Challenge, World Sportscar Championship, World Challenge for Endurance Drivers, World Championship for Drivers and Makes, Budweiser/7-Eleven Can-Am Series, FIA World Endurance Championship, Can-Am, European Endurance Championship, USAC Gold Crown Championship, Champ Car, IMSA Camel GTP Championship, FIA World Endurance Championship, USAC National Sprint Car Series, USAC National Silver Crown, 10th Annual Belleville Midget Nationals, Asia-Pacific Touring Car Championship, Tooheys 1000 oraz World Sports-Prototype Championship.

## Wyniki w 24h Le Mans
| Rok  | Klasa  | Nr | Opony | Samochód                                        | Zespół                  | Partnerzy                     | Okr. | Poz. | Klasa Poz. |
| ---- | ------ | -- | ----- | ----------------------------------------------- | ----------------------- | ----------------------------- | ---- | ---- | ---------- |
| 1977 | S +2.0 | 1  | G     | Inaltera LM77 Ford Cosworth DFV 3.0L V8         | Inaltera                | Jean-Pierre Beltoise          | 275  | 13   | 5          |
| 1980 | GTP    | 3  | D     | Porsche 924 Carrera GT Porsche 2.0L Turbo I4    | Porsche System          | Derek Bell                    | 305  | 13   | 6          |
| 1982 | C      | 3  | D     | Porsche 956 Porsche Type-935 2.6L Turbo Flat-6  | Rothmans Porsche System | Hurley Haywood Jürgen Barth   | 340  | 3    | 3          |
| 1983 | C      | 3  | D     | Porsche 956 Porsche Type-935 2.6L Turbo Flat-6  | Rothmans Porsche        | Vern Schuppan Hurley Haywood  | 370  | 1    | 1          |
| 1985 | C1     | 3  | D     | Porsche 962C Porsche Type-935 2.6L Turbo Flat-6 | Rothmans Porsche        | Vern Schuppan John Watson     | 299  | NU   | NU         |
| 1986 | C1     | 1  | D     | Porsche 962C Porsche Type-935 2.6L Turbo Flat-6 | Rothmans Porsche        | Derek Bell Hans-Joachim Stuck | 368  | 1    | 1          |
| 1987 | C1     | 17 | D     | Porsche 962C Porsche Type-935 3.0L Turbo Flat-6 | Rothmans Porsche AG     | Hans-Joachim Stuck Derek Bell | 355  | 1    | 1          |

## Śmierć
30 września 1988 roku Holbert uczestniczył w wyścigu IMSA Columbus Ford Dealers 500 w Columbus. Wieczorem, po wyścigu miał wrócić prywatnym samolotem Piper PA-60. Doszło jednak do katastrofy w krótkim czasie po starcie. Przyczyną wypadku miały być nieprawidłowo domknięte drzwi samolotu. Holbert zginął na miejscu, udało mu się ominąć osiedla mieszkalne.